# Світальський Микола Гнатович
Мико́ла Гна́тович Світа́льський (*12 грудня 1884 року, Рогізне Харківської губернії — †15 вересня 1937 року, в'язниця НКВД СРСР у м. Дніпропетровську) — український геолог, дійсний член АН УРСР (із 1930 року; з 1935 року — її віцепрезидент). Жертва сталінського терору.

## Біографія
Навчався в церковно-парафіяльній школі села Рогізне. Закінчив Сумське реальне училище (тепер школа № 4). Після завершення Петербурзького гірничого інституту проводив геологічні дослідження в Східному Сибіру, пізніше працював у Геологічному комітеті та Петроградському гірничому інституті (професор).
Практику польового геолога — від геологічної зйомки до розвідки і пошуків кольорових металів — пройшов у Бурятії та на Уралі (1911—1919). Після встановлення комуністичної диктатури — на посаді заступника директора Геолкому, очолює відділ монографічних колекцій і керує Геологічним музеєм.
Із 1926 року Світальський Микола Гнатович помічник директора Геологічного комітету, а на початку 1930-их його перевели до України, де з 1935 він був директором Інституту геологічних наук АН УРСР і одночасно професор Київського університету. В структурі інституту був створений «Кабінет Донбасу», який згодом реформували у відділ палеозойських відкладів і лабораторію викопної флори.[джерело?]
Вивчав Криворізький залізорудний басейн (1921—1926), досліджував проблеми рудопроявів Нагольного кряжа (Донецький басейн) та нафтоносності Дніпровсько-Донецької западини, зокрема у басейні річки Сула, довкола міста Ромен.[джерело?]
Роботи Світальського використані на землях Башкортостану для зведення там Магнітогорського металургійного комбінату. Ініціатор застосування глибокого алмазного буріння.
Був викрадений із помешкання групою НКВДС СССР 29 червня 1937 року, його звинуватили як учасника контрреволюційної фашистської організації (статті 54-6, 54-7, 54-8 і 54-11 Карного кодексу УРСР) у геологічному середовищі України. Після фізичних тортур і «зізнання» його вбили в тюрмі м. Дніпропетровська 15 вересня 1937 року за інспірованою справою російських окупантів, Світальського Миколу Гнатовича зробили центральною постаттю «змови геологів». За його намовою заарештували геологів Києва, Харкова та декого на Московщині.[джерело?]

### Головні праці
- «Железнорудное месторождение Кривого Рога и генезис его руд» («Известия Геологического комитета» за 1924, т. 43, ч. 1);
- «Класифікація вивержених гірських порід за ознакою насичення» («Геологічний журнал», 1935, т. 1, випуски 3 — 4);
- «Соляна тектоніка Північно-української мульди і можливість знаходження в ній нафти» («Вісті АН УРСР», 1936, ч. 5-6).

## Родина і вшанування
Донька — Ксенія Світальська, перша дружина вченого-палеонтолога Івана Єфремова.
На честь Миколи Світальського названо смарагдово-зелений слюдистий мінерал — світальськіт, а також вулиця в м. Кривому Розі.